# Laurent Millet
Pour les articles homonymes, voir Millet.
Laurent Millet, né en 1968 à Roanne (Loire), est un photographe français. Il vit et travaille à La Rochelle.

## Biographie
Laurent Millet est titulaire d'un diplôme national supérieur d'expression plastique et a été l'assistant de Lucien Clergue et de Jean Dieuzaide.
Il est enseignant à l'École supérieure des beaux-arts d'Angers. Il a intégré la 78e promotion de la Casa de Velázquez, ce qui lui a permis de séjourner à Madrid en 2007-2008.  
Il a remporté le prix Nadar en 2014 et le prix Niépce en 2015.

## Expositions
- La méthode de Laurent Millet, ça se passe ici, musée des Beaux-Arts d'Agen, 25 avril au 22 septembre 2003[3]
- Les Enfantillages pittoresques, musée des beaux-arts d'Angers, du 17 mai au 16 novembre 2014.
- Former l'hypothèse, centre photographique de Rouen Normandie, 25 mai au 28 septembre 2024
- Hespérides, Domaine de Chaumont sur Loire, saison 2024-25

## Œuvres dans les collections publiques en France
- Musée des Beaux-Arts d'Angers
- Bibliothèque nationale de France
- Fonds d'art contemporain du Limousin
- Artothèque d'Angers
- Maison européenne de la Photographie
- Centre national des arts plastiques

## Œuvres dans les collections publiques à l'étranger
- Los Angeles County Museum
- Chicago Art Institute
- Museum of fine arts of Boston et Santa Fe
- MoMa de San Francisco

## Publications
- 1999 : Theatre of memory = Théâtre de la mémoire, Santa Fe, 48 p.
- 2002 : La méthode, Trézélan, Filigranes
- 2005 : L'invention du paysage : les lieux de l'instant avec Laurent Millet, 87 p.
- 2008 : (en) Petites machines à images, Trézélan, Filigranes (ISBN 978-2-35046-143-4)
- 2014 : Les Enfantillages pittoresques, Trézélan/Angers, Filigranes, 352 p. (ISBN 978-2-35046-310-0) (Prix Nadar 2014)
- 2022 : Les pieds des photographes — Neuf photographes en Nouvelle Aquitaine, ouvrage collectif sous la direction d'Anne-Cécile Guilbard, avec des photographies d'Eva Avril, Jean-Luc Chapin, Marc Deneyer, Gabrielle Duplantier, Thierry Girard, Chrystèle Lerisse, Laurent Millet, Claude Nori et Claude Pauquet, Le Temps qu'il fait, Cognac •  (ISBN 978-2-86853-699-0)